# Eupithecia addictata
Eupithecia addictata là một loài bướm đêm trong họ Geometridae.

## Hình ảnh

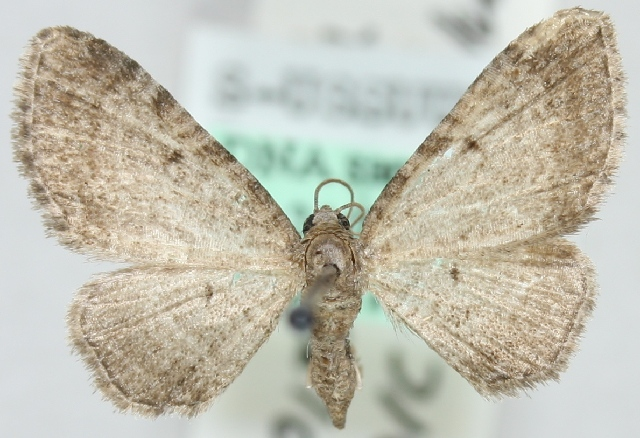
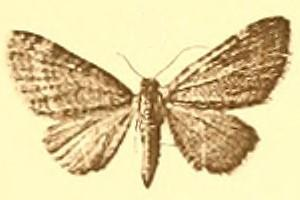